# 胎児性アルコール症候群
胎児性アルコール症候群（たいじせいアルコールしょうこうぐん、英Fetal alcohol syndrome：FAS）とは、妊娠中の母親の習慣的なアルコール摂取によって生じていると考えられている先天性疾患の一つ。神経発達症の一種である。妊婦のアルコール摂取量とその摂取頻度により、生まれてくる子供に軽度から重度に及ぶあらゆる知能障害が顕れることがある。
また、妊娠中の母親のアルコール摂取による胎児の障害全体の概念として胎児性アルコール・スペクトラム障害（英Fetal Alcohol Spectrum Disorders：FASD）とも言われる。
発生率は1000出生中0.5人だが、アルコール依存症女性の出生児においては3分の1に確認される。米国の学校児童における有病率は20人に1人であり、その社会的コストは55億ドルとされる。米国国立薬物乱用研究所（NIDA）は、妊娠女性の19%（330万人）が飲酒していると推定している。
治療法は存在しない。飲酒しなければ100%予防可能である。現在のところ、妊婦が飲酒して安全な量は不明である。

## 特徴

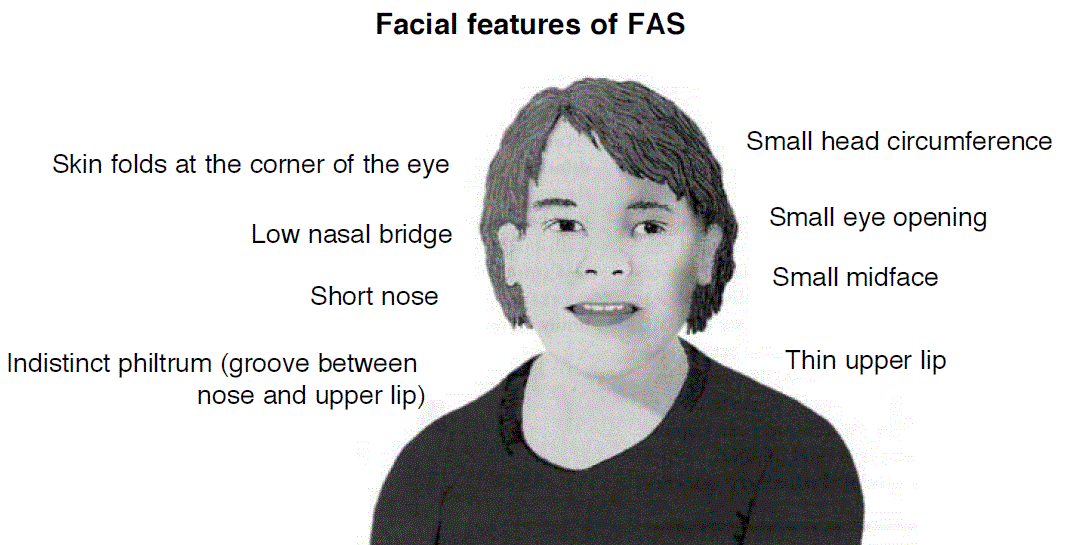
FAS児童

胎児性アルコール症候群の症状には、形態異常など外見的に明らかなものや、脳性小児麻痺、てんかん、学習障害などがあるが、特に身体的異常が見られない場合でも行動障害が見られることがある。

### 主な特徴
FASには大きく分けて三つの特徴がある。
1) 中枢神経系の異常
- 学習障害、知的障害、発達遅延、過活動、記憶障害、痙攣など[3][1]。

2) 発育不全（低体重や小さい体）
- 身長や体重が小さい[3][1]。母胎にいる時から、健常児よりも5 - 10%ほど身体が小さく、低体重である。

3) 下記のような特徴のある容貌
- 黒目(瞳孔)部分しか開かない、短い眼瞼亀裂。両眼間隔の長さで目全体の長さを割った数値が、アジア人と一部のアメリカインディアンは80%以下、ほとんどの白人と黒人は90 - 95%以下になるはずだが、この数字が小さければ小さいほどFASの特徴であると考えてよい。
- 人中、または鼻と上唇の間が長く、縦溝がない[1]。
- 上唇のラインが真っ直ぐで、上唇が薄い[1]。
- 小頭症[3][1]。頭の鉢回りが通常児の5%ほど短い。簡単なチェック法は、顔の中央と思われるところにまず横線を引き、両目がそのライン上にあれば正常であるが、もし両目の位置がそのラインより上側（おでこより）にある場合は、小頭症の可能性があるので医師に測定してもらうことを推奨する。

### その他の特徴
- 内眼角贅皮（蒙古ひだとも呼ばれ、アジア人や一部のアメリカインディアンに見られる上瞼のたるみ）。ただし、FAS児の場合は贅皮がもっと極端である。
- 鼻梁のほとんど見られない、小さく短い鼻。
- 小顎症、または尖った顎（あご）先、小さい下顎（成長するにつれ、歯が押し合うことになり、噛み合わせが悪くなる。また、成長期に下顎が大きくなりすぎることもある）。
- 耳の形態異常。耳が後ろに反り返り、普通より低い位置にあり、耳介の凹凸が通常のものとは逆になっている（Railroad track ear）。
- また、頻度は減るが、不格好で不正咬合（噛み合わせの悪い）歯、乳児の異常に量の多い顔毛と体毛、水掻きのある指、屈曲した小指、小さい爪、両掌に走る一本の太い線、湾曲した背骨、脊柱の一番下の付け根にできる窪み、身体の方ではなく前方を向いている両掌、関節異常、血管腫または皮膚の紫色のあざ等も希に見られることがある。こういった症状を持つ子供は、斜視や近視、難聴を患ったり、耳の病気にかかりやすく、心臓に欠陥が見られる場合もある。

※注意
- ここに挙げた症状や傾向の一つや二つは健常な人々にも見られ、他のFASの徴候と切り離してみると何ら問題のないことのように思われる。しかし、もし上記のようなFASの症状が複数重なり、 それに行動障害が伴う場合には、 神経学、ディスモフォロジー（形態異常学）、または遺伝学分野の専門家に相談することが推奨される。

- ほとんどのFAS児は『不完全型の胎児性アルコール症候群（胎児性アルコール作用：FAE）』を患っているケースが多い。その場合、身体的な特徴が極端な形で現れることは稀で、大体において『行動障害』が主に見られるので、ここに書かれている身体的特徴がないからと言って『FAS児ではない』という安易な判断を下すべきではない。

## FASの起因とFASの発生に影響を及ぼす要因

### 母親の飲酒
FASは、妊婦のアルコール摂取が直接の原因となって引き起こされる。母親自身がFASを患っていようと、母親の両親のどちらかがアルコール依存症であろうと、妊娠中と授乳中に母親が飲酒さえしなければ、産まれてくる子供に胎児性アルコール症候群が顕れることは絶対にない。

#### アルコール飲料の種類
350mlのビール1缶には、ウイスキーやウォッカ等の強い酒(蒸留酒)のショットグラス一杯分（約30ml）と同じだけの純粋なアルコール量が含まれる。日本酒の小さいボトル半分には、蒸留酒のショットグラス一杯分と同じだけのアルコールが含まれている。350mlのワインクーラーや酎ハイなどにも、蒸留酒のショットグラス1杯分と同じだけのアルコールが含まれている。 
こういったアルコール飲料の唯一の違いは、ウイスキーなどの蒸留酒よりも、ビールやワイン、日本酒、ワインクーラーの方がアルコール以外の液体と成分を多く含有している点である。しかし、アルコールが母体内を巡り、子宮にいる胎児に影響を及ぼすという事実には変わりない。

#### 飲酒量
安全な飲酒量は現在のところ不明である。1日にたった2杯、または1度に4杯以上のなんらかのアルコール飲料（ビールやワインクーラーを含む）を摂取するだけで、胎児性アルコール症候群の発生可能性はある。母乳は血液からつくられるので、摂取したアルコールが血液中に含まれ、その血液からつくられた母乳を子供に与える事により、子供にも同様にアルコールを飲ませている事になる。つまり授乳中の飲酒は子供が発達障害を患う可能性を高める原因になりえる。授乳中に飲酒する場合は、人工乳の使用が推奨される。

#### 飲酒の時期
妊娠初期、特に妊娠2ヶ月目相当の絶対過敏期には、脳をはじめ胎児の各器官形成に影響を及ぼす。
また、妊娠中期・妊娠後期の飲酒は、発育の遅れ（低体重）や、脳などの中枢神経に影響を及ぼす。

### その他の要因

#### 母親の年齢
高齢出産であるほどFAS児は生まれやすい。
両親またはどちらか片方の親が長期間に渡り（10代、または20代はじめから）定期的に飲酒していた場合、受胎前の生殖細胞が破損されている可能性がある。長期間に渡る飲酒はアルコールへの耐性を高めるので、時間とともにより多量のお酒を消費することができるようになるので、母親が若い場合でもFAS児が生まれやすくなる。

#### 母親の体格
母親が痩せている場合、アルコールが身体の外に排出される効率は通常より低い。
女性にとって一杯のアルコール飲料は、男性にとっての二杯のそれとほぼ同じ量に匹敵する（女性は概して男性よりも体が小さく、女性ホルモンはアルコールを分解する酵素を阻害する働きを持っており、また女性は男性より皮下脂肪が多く、アルコール分解に時間が掛かる）。

#### 母親の栄養状態
摂食障害、貧血、または全体的な栄養や肝機能といった母親の健康上の問題は胎児に影響を及ぼす。
食事前や空腹時の飲酒は、炭水化物を含む食事と一緒に飲むアルコールよりも害が大きい。
肝臓のアルコール処理能力は、ゆっくり飲むか、ガブガブ飲むか、飲み物と飲み物の間にどれくらい時間を置くか等、飲酒の仕方によっても左右される。一杯のお酒をゆっくり、時間をかけて飲めば、肝臓はアルコールをより効果的に分解できる。

#### 父親の飲酒
父親の飲酒も胎児成長に影響を与えるが、胎児性アルコール症候群を引き起こすことはない。

## 予防

産婦の飲酒禁止を呼びかけるラベル

胎児性アルコール症候群は、アルコール飲料を摂取しなければ、100%予防できる。
日本では他の先進諸国に比べて妊娠中の飲酒の弊害に関する意識が薄く、医師でも「少量の飲酒なら続けても問題ない」「妊娠に気付いた後でやめればいい」といった指導をするケースも多い。しかし、アルコールによる影響は個人差が非常に大きく、食前酒などの少量の摂取のみで影響が現れた例も見られるため、この程度以下なら大丈夫という安全基準値ははっきりしていない。大量に飲む・アルコール濃度の高い酒を飲む・長期間にわたって何回も飲む・急ピッチで飲む・空腹時に飲むといった、よりアルコールの体内影響が強くなりやすい飲み方をすれば、それだけ危険度は増すが、少量だけ・弱い酒を・一回だけ・ゆっくり・食事とともに飲んだからといって、胎児性アルコール症候群が発生しないという絶対の保証はない。
また、同じように母体からアルコールの影響にさらされているはずの双生児でも、片方は強い影響を受け、他方はさほどでもないといった違いが出る場合もあり、影響の仕方は一様ではない。以前の妊娠で飲酒しても大丈夫だったから、次からもそうだとは限らない（上記のとおり、母体の年齢も発症率に関係してくるので、同じ量でも、上の子供よりも下の子供のほうがより影響が大きく出るケースはしばしば見られる）。
妊娠判明前後の超初期の飲酒についても、着床が完成して妊娠が判明しはじめる生理予定日ごろまでの薬物成分は原則として胎児の催奇性には影響ないとされるが、それを少しでも過ぎて妊娠判明が遅れると胎児の器官形成がなされる重要な期間と重なってくるため、一概に「妊娠に気付くまでは飲酒しても大丈夫」とは言えない。また、過度の飲酒は、男女ともに妊娠率を低下させる原因になるとの指摘もある。
したがって、飲酒習慣のある女性は、子供が欲しい或いは妊娠してもかまわないと考えて無避妊の性交を始める時点で、事前に禁酒しておくのが望ましい。飲酒後に妊娠に気付いた人、妊娠中に飲酒していて後から危険性を認識した人なども、既に摂取してしまったアルコールの影響で悩むよりも、それ以後の飲酒を早期にやめることが重要である。

## 歴史
妊娠中に母体の摂取した薬物が胎児にさまざまな影響を与えることは以前から知られており、日常的に摂取されうるアルコールに関しても疑問が持たれていた。
飲酒による3つの特徴的な兆候を有する胎児の報告は1960年代末からなされ始め、欧米では1970年代以降、アルコールが与える胎児の障害への影響についての研究が進んできた。アルコール依存症の妊婦からは、約4割に胎児性アルコール症候群の子供が生まれる。1981年にアメリカでは、妊娠中およびその可能性のある女性はアルコール飲料を摂らないよう公衆衛生局長官の勧告が出され、法律で全てのアルコール飲料に危険性の警告表示が義務付けられるとともに、多くの州で条例により酒販店や飲食店での店内表示を定めてきた。
日本では、1978年に胎児性アルコール症候群と診断された第一例が報告された。1991年に行われた部分的調査で1000人あたり0.1 - 0.05人の発生率と推定され、1,000人あたり0.2 - 2人とされるアメリカ（飲酒率が高いアラスカ住民では1000人あたり5.6人）よりも低い数字だったが、それ以後の調査はなされていない。しかし、日本での妊娠可能年齢女性における飲酒率は年々増加しており、妊娠中に飲酒したことのある人の割合も諸外国に比べて高くなっているため、胎児性アルコール症候群の発生率の上昇も懸念されている。2004年以降、酒造メーカー団体の自主規制で、アルコール飲料に妊婦・授乳婦向けの注意表示がなされている。